# Llista de plantes medicinals
Llista de les plantes medicinals més utilitzades a Occident segons el criteri de tres fonts de l'Estat espanyol: el Catálogo de Plantas Medicinales del Consejo General de Colegios Farmacéuticos, el Catálogo de Especialidades Farmacéuticas, Base de Datos del Medicamento y Parafarmacia també del Consejo General de Colegios Farmacéuticos, i el Vademécum de Prescripción de Fitoterapia de la Sociedad Española de Fitoterapia (SEFIT), del catàleg de monografies de la Comissió E a nivell d'Europa i de les WHO monografies de l'OMS a nivell mundial. Aquesta llista té com a objectiu agrupar totes les plantes medicinals (ordenades pel seu nom científic) més usades amb independència de la seva acció terapèutica i, properament, vindrà acompanyada de la seva llista homòloga ordenada per noms populars.

## A
- Abies alba (Pinàcies)
- Acacia senegal (Fabàcies)
- Acanthus mollis (Acantàcies)
- Achillea millefolium[1][2] (Asteràcies)
- Aconitum napellus[1][3] (Ranunculàcies)
- Acorus calamus[3] (Acoràcies)
- Adiantum capillus-veneris (Polipodiàcies)
- Adonis vernalis[1][3] (Ranunculàcies)
- Aesculus hippocastanum[1][2] (Sapindàcies)
- Agrimonia eupatoria[1] (Rosàcies)
- Agropyrum repens[1] (Poàcies)
- Ajuga iva (Lamiàcies)
- Alcea rosea[1] (Malvàcies)
- Alchemilla alpina[1] (Rosàcies)
- Alchemilla vulgaris[1] (Rosàcies)
- Allium cepa[1][2] (Amaril·lidàcies)
- Allium sativum[1][2] (Amaril·lidàcies)
- Allium ursinum (Amaril·lidàcies)
- Alnus glutinosa (Betulàcies)
- Aloe barbarensis[1] (Asfodelàcies)
- Aloe ferox[1][2] (Asfodelàcies)
- Aloe spicata[2] (Asfodelàcies)
- Àloe vera[1][2] (Asfodelàcies)
- Alpinia officinarum[1] (Zingiberàcies)
- Althaea officinalis[1][2] (Malvàcies)
- Ammi majus[2] (Apiàcies)
- Ammi visnaga[1][2] (Apiàcies)
- Amorphophallus konjak (Aràcies)
- Ananas comosus[1] (Bromeliàcies)
- Anchusa azurea (Boraginàcies)
- Andrographis paniculata[2] (Acantàcies
- Anemone pulsatilla[3] (Ranunculàcies)
- Anethum graveolens[1][2] (Apiàcies)
- Angelica archangelica[1] (Apiàcies)
- Angelica sinensis[2] (Apiàcies)
- Antennaria dioica[1] (Asteràcies)
- Anthemis nobilis (Asteràcies)
- Anthyllis vulneraria (Fabàcies)
- Apium graveolens[1] (Apiàcies)
- Arachis hypogaea (Fabàcies)
- Arctium lappa[1] (Asteràcies)
- Arctium minus (Asteràcies)
- Arctostaphylos uva-ursi[1][2] (Ericàcies)
- Areca catechu (Arecàcies)
- Aristolochia clematitis[3] (Aristoloquiàcies)
- Arnica montana[1][2] (Asteràcies)
- Artemisia abrotanum (Asteràcies)
- Artemisia absinthium[1] (Asteràcies)
- Artemisia dracunculus (Asteràcies)
- Artemisia maritima (Asteràcies)
- Artemisia vulgaris[1] (Asteràcies)
- Arundo donax (Poàcies)
- Asarum europaeum[3] (Aristoloquiàcies)
- Asparagus officinalis[1] (Asparagàcies)
- Asperula cynanchica (Rubiàcies)
- Aspidosperma quebracho-blanco (Apocinàcies)
- Astragalus gummifer (Fabàcies)
- Astragalus membranaceus[2] (Fabàcies)
- Atropa belladonna[1][3] (Solanàcies)
- Avena sativa[1] (Poàcies)
- Azadirachta indica[2] (Meliàcies)

## B
| Índex: A B C D E F G H I J K L M N O P Q R S T U V W X Y Z — Especials Inici — vegeu també — enllaços externs |

- Ballota nigra (Lamiàcies)
- Barosma betulina[1] (Rutàcies)
- Bellis perennis (Asteràcies)
- Berberis vulgaris[1][2][3] (Berberidàcies)
- Beta vulgaris (Quenopodiàcies)
- Betula pendula[1] (Betulàcies)
- Bidens tripartita[2] (Asteràcies)
- Bixa orellana (Bixàcies)
- Borago officinalis[1] (Boraginàcies)
- Boswellia carterii (Burseràcies)
- Boswellia serrata[2] (Burseràcies)
- Brassica nigra (Brassicàcies)
- Brassica oleracea (Brassicàcies)
- Brucea javanica[2] (Simaroubàcies)
- Bryonia dioica[1][3] (Cucurbitàcies)
- Bupleurum falcatum[2] (Apiàcies)
- Buxus sempervirens[3] (Buxàcies)

## C
| Índex: A B C D E F G H I J K L M N O P Q R S T U V W X Y Z — Especials Inici — vegeu també — enllaços externs |

- Cactus grandiflorus (Cactàcies)
- Calendula arvensis (Asteràcies)
- Calendula officinalis[1][2] (Asteràcies)
- Calluna vulgaris[1] (Ericàcies)
- Cananga odorata (Anonàcies)
- Canarium luzonicum (Sapindàcies)
- Cannabis sativa (Cannabàcies)
- Capsella bursa-pastoris[1] (Brassicàcies)
- Capsicum annuum (Solanàcies)
- Capsicum frutescens[1] (Solanàcies)
- Carica papaya[1] (Caricàcies)
- Carlina acaulis (Asteràcies)
- Carthamus tinctorius[2] (Asteràcies)
- Carum carvi[1] (Apiàcies)
- Cassia angustifolia[1] (Fabàcies)
- Cassia fistula (Fabàcies)
- Cassia obovata (Fabàcies)
- Cassia senna[2] (Fabàcies)
- Castanea sativa[1] (Fagàcies)
- Catharanthus roseus (Apocinàcies)
- Cedrus libani (Pinàcies)
- Centaurea aspera (Asteràcies)
- Centaurea calcitrapa (Asteràcies)
- Centaurea cyanus[1] (Asteràcies)
- Centaurium erythraea[1] (Gencianàcies)
- Centaurium linariifolium (Gencianàcies)
- Centella asiatica[2] (Araliàcies)
- Cephaelis ipecacuanha[3][2] (Rubiàcies)
- Ceratonia siliqua (Fabàcies)
- Ceterach officinarum (Polipodiàcies)
- Cetraria islandica[1][2] (Parmeliàcies)
- Chamaemelum nobile[1] (Asteràcies)
- Chamomille recutita[2] (Asteràcies)
- Chelidonium majus[1][2][3] (Papaveràcies)
- Chenopodium ambrosioides[3] (Amarantàcies)
- Chenopodium bonus-henricus (Amarantàcies)
- Chondrus crispus (Gigartinàcies)
- Chrysanthellum indicum (Asteràcies)
- Chrysanthemum cinerariifolium[3] (Asteràcies)
- Cichorium intybus[1] (Asteràcies)
- Cimifuga racemosa[1][2] (Ranunculàcies)
- Cinchona succirubra (Rubiàcies)
- Cinnamomum camphora[1][2] (Lauràcies)
- Cinnamomum verum[1][2] (Lauràcies)
- Citrullus colocynthis[1][3] (Cucurbitàcies)
- Cistus ladanifer (Cistàcies)
- Citrus aurantium[1] (Rutàcies)
- Citrus limonum (Rutàcies)
- Citrus sinensis[1] (Rutàcies)
- Claviceps purpurea[1] (Clavicipitàcies)
- Clematis vitalba[3] (Ranunculàcies)
- Cnicus benedictus[1] (Asteràcies)
- Cochlearia officinalis (Brassicàcies)
- Cocos nucifera (Arecàcies)
- Coffea arabica[1] (Rubiàcies)
- Cola acuminata (Esterculiàcies)
- Cola nitida[1] (Esterculiàcies)
- Colchicum autumnale[1][3] (Colquicàcies)
- Combretum micranthum (Combretàcies)
- Commiphora myrrha[2] (Burseràcies)
- Commiphora molmol[2] (Burseràcies)
- Conium maculatum[3] (Apiàcies)
- Convallaria majalis[1][3] (Asparagàcies)
- Convolvulus arvensis (Convolvulàcies)
- Convolvulus scammonia[3] (Convolvulàcies)
- Coptis chinensis[2] (Ranunculàcies)
- Coriandrum sativum[1] (Apiàcies)
- Cornus sanguinea (Cornàcies)
- Corylus avellana (Betulàcies)
- Coutarea latiflora (Rubiàcies)
- Crassula micrantha (Crassulàcies)
- Crataegus azarolus (Rosàcies)
- Crataegus monogyna[1][2] (Rosàcies)
- Crocus sativus[1][2] (Iridàcies)
- Croton lechleri (Euforbiàcies)
- Cucumis sativus (Cucurbitàcies)
- Cucurbita pepo[1][2] (Cucurbitàcies)
- Cuminum cyminum (Apiàcies)
- Cupressus sempervirens (Cupressàcies)
- Curcuma longa[1][2] (Zingiberàcies)
- Cuscuta epithymum (Convolvulàcies)
- Cyamopsis tetragonoloba (Fabàcies)
- Cydonia oblonga (Rosàcies)
- Cynara cardunculus[2] (Asteràcies)
- Cynara scolymus[1] (Asteràcies)
- Cynodon dactylon (Poàcies)
- Cynoglossum officinale[1][3] (Boraginàcies)
- Cytisus scoparius[1][3] (Fabàcies)

## D
| Índex: A B C D E F G H I J K L M N O P Q R S T U V W X Y Z — Especials Inici — vegeu també — enllaços externs |

- Datura stramonium[1][3] (Solanàcies)
- Daucus carota (Apiàcies)
- Delphinium staphisagria (Ranunculàcies)
- Dictamnus albus (Rutàcies)
- Digitalis purpurea[3] (Escrofulariàcies)
- Dioscorea mexicana (Dioscoreàcies)
- Drosera rotundifolia[1] (Droseràcies)
- Dryopteris filix-mas[1][3] (Polipodiàcies)

## E
| Índex: A B C D E F G H I J K L M N O P Q R S T U V W X Y Z — Especials Inici — vegeu també — enllaços externs |

- Echinacea angustifolia[1][2] (Asteràcies)
- Echinacea purpura[2] (Asteràcies)
- Elettaria cardamomum[1][2] (Zingiberàcies)
- Eleutherococcus senticosus[1][2] (Araliàcies)
- Ephedra distachya[2] (Efedràcies)
- Ephedra fragilis[3] (Efedràcies)
- Ephedra sinica[2] (Efedràcies)
- Epilobium angustifolium (Onagràcies)
- Equisetum arvense[1][2] (Equisetàcies)
- Equisetum telmateia (Equisetàcies)
- Erica cinerea (Ericàcies)
- Erigeron canadensis (Asteràcies)
- Eryngium campestre (Apiàcies)
- Erythroxylum catuaba[3] (Eritroxilàcies)
- Erythroxylum coca[3] (Eritroxilàcies)
- Eschscholzia californica[1] (Papaveràcies)
- Eucalyptus globulus[1][2] (Mirtàcies)
- Eugenia cumini (Mirtàcies)
- Euonymus europaeus[3] (Celastràcies)
- Eupatorium cannabinum (Asteràcies)
- Euphrasia officinalis[1] (Escrofulariàcies)

## F
| Índex: A B C D E F G H I J K L M N O P Q R S T U V W X Y Z — Especials Inici — vegeu també — enllaços externs |

- Fagopyrum sculentum (Poligonàcies)
- Fagus sylvatica (Fagàcies)
- Ficus carica[1] (Moràcies)
- Filipendula ulmaria[1] (Rosàcies)
- Foeniculum vulgare[1][2] (Apiàcies)
- Fragaria vesca[1] (Rosàcies)
- Fraxinus angustifolia (Oleàcies)
- Fraxinus excelsior[1] (Oleàcies)
- Fraxinus ornus[1] (Oleàcies)
- Fucus vesiculosus[1] (Fucàcies)
- Fumaria officinalis[1] (Fumariàcies)

## G
| Índex: A B C D E F G H I J K L M N O P Q R S T U V W X Y Z — Especials Inici — vegeu també — enllaços externs |

- Galega officinalis[1] (Fabàcies)
- Galium aparine (Rubiàcies)
- Galium odoratum[1] (Rubiàcies)
- Galium verum (Rubiàcies)
- Ganoderma lucidum (Ganodermatàcies)
- Garcinia cambogia (Clusiàcies)
- Gaultheria procumbens (Ericàcies)
- Gelsemium sempervirens[1][3] (Loganiàcies)
- Genistella tridentata (Fabàcies)
- Gentiana lutea[1][2] (Gencianàcies)
- Gentiana scabra[2] (Gencianàcies)
- Geranium molle (Geraniàcies)
- Geranium robertianum (Geraniàcies)
- Geum urbanum (Rosàcies)
- Ginkgo biloba[1][2] (Ginkgoàcies)
- Glaucium flavum (Papaveràcies)
- Glechoma hederacea (Lamiàcies)
- Globularia alypum (Plantaginàcies)
- Globularia nana (Plantaginàcies)
- Glycine soja (Fabàcies)
- Glycyrrhiza glabra[1][2] (Fabàcies)
- Gossypium herbaceum (Malvàcies)
- Gratiola officinalis[3] (Escrofulariàcies)
- Grindelia robusta[1] (Asteràcies)
- Guaiacum officinale[1] (Zigofil·làcies)
- Gymnema sylvestre (Apocinàcies)

## H
| Índex: A B C D E F G H I J K L M N O P Q R S T U V W X Y Z — Especials Inici — vegeu també — enllaços externs |

- Hamamelis virginiana[1][2] (Hamamelidàcies)
- Harpagophytum procumbens[1][2] (Pedaliàcies)
- Hedera helix[1][3] (Araliàcies)
- Helianthus annuus (Asteràcies)
- Helichrysum arenarium[2] (Asteràcies)
- Helichrysum italicum (Asteràcies)
- Helichrysum stoechas (Asteràcies)
- Hepatica nobilis[1] (Ranunculàcies)
- Herniaria glabra[1] (Cariofil·làcies)
- Hibiscus sabdariffa[1] (Malvàcies)
- Hieracium pilosella (Asteràcies)
- Hippophae rhamnoides[2] (Eleagnàcies)
- Hordeum vulgare (Poàcies)
- Humulus lupulus[1][2] (Cannabàcies)
- Hydrastis canadensis[3][2] (Ranunculàcies)
- Hydrocotile asiatica (Apiàcies)
- Hyoscyamus niger[1][3] (Solanàcies)
- Hypericum perforatum[1][2] (Clusiàcies)
- Hyssopus officinalis[1] (Lamiàcies)

## I
| Índex: A B C D E F G H I J K L M N O P Q R S T U V W X Y Z — Especials Inici — vegeu també — enllaços externs |

- Ilex aquifolium[3] (Aquifoliàcies)
- Ilex paraguariensis[1] (Aquifoliàcies)
- Illicium verum[1] (Illiciàcies)
- Inula helenium[1] (Asteràcies)
- Ipomoea purga[3] (Convolvulàcies)
- Iris germanica[1] (Iridàcies)

## J
| Índex: A B C D E F G H I J K L M N O P Q R S T U V W X Y Z — Especials Inici — vegeu també — enllaços externs |

- Jasonia glutinosa (Asteràcies)
- Jateorhiza palmata (Menispermàcies)
- Juglans regia[1] (Juglandàcies)
- Juniperus communis[1] (Cupressàcies)
- Juniperus oxycedrus (Cupressàcies)
- Juniperus sabina[3] (Cupressàcies)

## K
| Índex: A B C D E F G H I J K L M N O P Q R S T U V W X Y Z — Especials Inici — vegeu també — enllaços externs |

- Knautia arvensis (Dipsacàcies)
- Krameria lappacea (Krameriàcies)

## L
| Índex: A B C D E F G H I J K L M N O P Q R S T U V W X Y Z — Especials Inici — vegeu també — enllaços externs |

- Laminaria cloustonii (Laminariàcies)
- Lamium album[1] (Lamiàcies)
- Laurus nobilis (Lauràcies)
- Lavandula angustifolia[1][2] (Lamiàcies)
- Lavandula latifolia (Lamiàcies)
- Lavandula spica (Lamiàcies)
- Lavandula stoechas (Lamiàcies)
- Lens culinaris (Fabàcies)
- Lentinus edodes (Poliporàcies)
- Leonurus cardiaca[1][2] (Lamiàcies)
- Lepidium latifolium (Brassicàcies)
- Lepidium sativum (Brassicàcies)
- Lespedeza capitata (Fabàcies)
- Levisticum officinale[1] (Apiàcies)
- Lilium candidum (Liliàcies)
- Linum usitatissimum[1] (Linàcies)
- Lippia citriodora (Verbenàcies)
- Liquidambar orientalis (Hamamelidàcies)
- Lithodora fruticosa (Boraginàcies)
- Lithospermum officinale (Boraginàcies)
- Lithospermum ruderale (Boraginàcies)
- Lobaria pulmonaria (Parmeliàcies)
- Lobelia inflata[3] (Campanulàcies)
- Lophophora williamsii[3] (Cactàcies)
- Lotus corniculatus (Fabàcies)
- Lycopodium clavatum (Licopodiàcies)
- Lycopus europaeus[1] (Lamiàcies)
- Lysimachia arvensis[3] (Primulàcies)
- Lythrum salicaria (Litràcies)

## M
| Índex: A B C D E F G H I J K L M N O P Q R S T U V W X Y Z — Especials Inici — vegeu també — enllaços externs |

- Magnolia officinalis[2] (Magnoliàcies)
- Malva sylvestris[1] (Malvàcies)
- Marrubium vulgare[1] (Lamiàcies)
- Marsdenia cundurango[1] (Apocinàcies)
- Matricaria chamomilla[1][2] (Asteràcies)
- Medicago sativa (Fabàcies)
- Melaleuca alternifolia[3][2] (Mirtàcies)
- Melaleuca cajuputi (Mirtàcies)
- Melaleuca quinquenervia (Mirtàcies)
- Melaleuca viridiflora[1] (Mirtàcies)
- Melilotus officinalis[1] (Fabàcies)
- Melissa officinalis[1][2] (Lamiàcies)
- Mentha pulegium (Lamiàcies)
- Mentha suaveolens (Lamiàcies)
- Mentha x piperita[1][2] (Lamiàcies)
- Mentha x verticillata (Lamiàcies)
- Menyanthes trifoliata[1] (Meniantàcies)
- Mercurialis annua (Euforbiàcies)
- Micromeria fruticosa (Lamiàcies)
- Mimosa tenuiflora (Fabàcies)
- Mirabilis jalapa (Nictaginàcies)
- Momordica charantia[2] (Cucurbitàcies)
- Morus nigra (Moràcies)
- Myristica fragans[1] (Miristicàcies)
- Myroxylon balsamum[1] (Fabàcies)
- Myroxylon toluifera (Fabàcies)
- Myrtus communis (Mirtàcies)

## N
| Índex: A B C D E F G H I J K L M N O P Q R S T U V W X Y Z — Especials Inici — vegeu també — enllaços externs |

- Nasturtium officinale[1] (Brassicàcies)
- Nepeta cataria (Lamiàcies)
- Nerium oleander[1][3] (Apocinàcies)
- Nicotiana tabacum (Solanàcies)
- Nigella sativa (Ranunculàcies)

## O
| Índex: A B C D E F G H I J K L M N O P Q R S T U V W X Y Z — Especials Inici — vegeu també — enllaços externs |

- Ocimum basilicum[1] (Lamiàcies)
- Ocimum sanctum[2] (Lamiàcies)
- Ocimum tenuiflorum[2] (Lamiàcies)
- Oenothera biennis[2] (Onagràcies)
- Olea europea[1] (Oleàcies)
- Ononis spinosa[1] (Fabàcies)
- Opuntia ficus-indica (Cactàcies)
- Origanum majorana[1] (Lamiàcies)
- Origanum vulgare[1][2] (Lamiàcies)
- Orthosiphon stamineus[1] (Lamiàcies)
- Oryza sativa (Poàcies)

## P
| Índex: A B C D E F G H I J K L M N O P Q R S T U V W X Y Z — Especials Inici — vegeu també — enllaços externs |

- Paeonia officinalis[1][2][3] (Peoniàcies)
- Paliurus spina-christi (Ramnàcies)
- Panax ginseng[1][2] (Araliàcies)
- Panax quinquefolius[2] (Araliàcies)
- Panicum miliaceum (Poàcies)
- Papaver rhoeas[1] (Papaveràcies)
- Papaver somniferum[3] (Papaveràcies)
- Parietaria officinalis (Urticàcies)
- Paronychia argentea (Cariofil·làcies)
- Paronychia kapela (Cariofil·làcies)
- Passiflora incarnata[1][2] (Passifloràcies)
- Paullinia cupana (Sapindàcies)
- Pausinystalia johimbe[1][3] (Rubiàcies)
- Peganum harmala[2] (Zigofilàcies)
- Persea americana (Lauràcies)
- Petasites officinalis[3] (Asteràcies)
- Petroselinum sativum[1][3] (Apiàcies)
- Peucedanum ostruthium (Apiàcies)
- Peumus boldus[1] (Monimiàcies)
- Phalaris canariensis (Poàcies)
- Phaseolus vulgaris[1] (Fabàcies)
- Phellodendron amurense[2] (Rutàcies)`
- Phyllitis scolopendrium (Polipodiàcies)
- 'Physostigma venenosum[3] (Fabàcies)
- Physalis alkekengi[3] (Solanàcies)
- Picea abies[1] (Pinàcies)
- Picrorhiza kurroa[2] (Escrofulariàcies)
- Pimpinella anisum[1][2] (Apiàcies)
- Pinus pinaster[1] (Pinàcies)
- Pinus sylvestris[1] (Pinàcies)
- Piper betle (Piperàcies)
- Piper methysticum[1][2][3] (Piperàcies)
- Piper nigrum (Piperàcies)
- Piscidia piscipula (Fabàcies)
- Pisum sativum (Fabàcies)
- Plantago afra[2] (Plantaginàcies)
- Plantago lanceolata[1] (Plantaginàcies)
- Plantago major[2] (Plantaginàcies)
- Plantago media (Plantaginàcies)
- Plantago ovata[1][2] (Plantaginàcies)
- Plantago psyllium[1] (Plantaginàcies)
- Platycodon grandiflorus[2] (Campanulàcies)
- Podophyllum peltatum[1][3] (Ranunculàcies)
- Polygala rupestris (Poligalàcies)
- Polygala senega[1][2] (Poligalàcies)
- Polygonum aviculare[1][2] (Poligonàcies)
- Polygonum bistorta (Poligonàcies)
- Polypodium leucotomos (Polipodiàcies)
- Polypodium vulgare (Polipodiàcies)
- Polyporus officinalis (Poliporàcies)
- Populus alba[1] (Salicàcies)
- Portulaca oleracea (Portulacàcies)
- Potentilla anserina[1] (Rosàcies)
- Potentilla erecta[1] (Rosàcies)
- Potentilla reptans (Rosàcies)
- Primula veris[1] (Primulàcies)
- Prunus africana[2] (Rosàcies)
- Prunus amygdalus (Rosàcies)
- Prunus armeniaca[2] (Rosàcies)
- Prunus avium (Rosàcies)
- Prunus cerasus (Rosàcies)
- Prunus domestica (Rosàcies)
- Prunus laurocerasus[3] (Rosàcies)
- Prunus spinosa[1] (Rosàcies)
- Psidium guajava[2] (Mirtàcies)
- Ptychopetalum olacoides[1] (Olacàcies)
- Pulmonaria officinalis[1] (Boraginàcies)
- Punica granatum[2] (Punicàcies)
- Pyrus malus (Rosàcies)

## Q
| Índex: A B C D E F G H I J K L M N O P Q R S T U V W X Y Z — Especials Inici — vegeu també — enllaços externs |

- Quercus ilex subsp. rotundifolia (Fagàcies)
- Quercus lusitanica var. infestoria (Fagàcies)
- Quercus robur[1] (Fagàcies)
- Quillaja saponaria (Rosàcies)

## R
| Índex: A B C D E F G H I J K L M N O P Q R S T U V W X Y Z — Especials Inici — vegeu també — enllaços externs |

- Ramonda myconi (Gesneriàcies)
- Raphanus sativus[1] (Brassicàcies)
- Rauvolfia serpentina[1][2][3] (Apocinàcies)
- Rehmannia glutinosa[2] (Phrimàcies)
- Retama sphaerocarpa (Fabàcies)
- Rhamnus cathartica[1][3] (Ramnàcies)
- Rhamnus frangula[1][2] (Ramnàcies)
- Rhamnus myrtifolius (Ramnàcies)
- Rhamnus purshiana[1][3][2] (Ramnàcies)
- Rheum officinale[1][2] (Poligonàcies)
- Rheum palmatum[2] (Poligonàcies)
- Rhododendron ferrugineum[1][3] (Ericàcies)
- Rhododendron tomentosum (= Ledum palustre[1] (Ericàcies)
- Rhus toxicodendron (Anacardiàcies)
- Ribes nigrum (Saxifragàcies)
- Ricinus communis[3][2] (Euforbiàcies)
- Rosa canina (Rosàcies)
- Rosa gallica[1] (Rosàcies)
- Rosa rubiginosa (Rosàcies)
- Rosmarinus officinalis[1][2] (Lamiàcies)
- Rubia tinctorum[1][3] (Rubiàcies)
- Rubus idaeus[1] (Rosàcies)
- Rubus ulmifolius (Rosàcies)
- Rumex acetosa (Poligonàcies)
- Rumex crispus (Poligonàcies)
- Ruscus aculeatus[1] (Asparagàcies)
- Ruta graveolens[1][3] (Rutàcies)

## S
| Índex: A B C D E F G H I J K L M N O P Q R S T U V W X Y Z — Especials Inici — vegeu també — enllaços externs |

- Sabal serrulata[1] (Arecàcies)
- Saccharomyces cerevisiae[1] (Sacaromicetàcies)
- Saccharum officinarum (Poàcies)
- Salix alba[1][2] (Salicàcies)
- Salvia miltiorrhiza (Lamiàcies)
- Salvia officinalis[1][2] (Lamiàcies)
- Sambucus ebulus (Caprifoliàcies)
- Sambucus racemosa[2] (Caprifoliàcies)
- Sambucus nigra[1][2] (Caprifoliàcies)
- Sanguisorba minor (Rosàcies)
- Sanicula europaea[1] (Apiàcies)
- Santalum album[1] (Santalàcies)
- Santolina chamaecyparissus (Asteràcies)
- Saponaria officinalis[1][3] (Cariofil·làcies)
- Sarothamnus scoparius (Fabàcies)
- Sassafras officinale[3] (Lauràcies)
- Satureja hortensis (Lamiàcies)
- Satureja montana (Lamiàcies)
- Schisandra chinensis[2] (Eschisandràcies)
- Scorzonera hispanica (Asteràcies)
- Scrophularia nodosa (Escrofulariàcies)
- Scutellaria galericulata (Lamiàcies)
- Scutellaria baicalensis[2] (Lamiàcies)
- Sempervivum tectorum (Crassulàcies)
- Senecio jacobaea (Asteràcies)
- Senecio vulgaris (Asteràcies)
- Senna alexandrina[2] (Fabàcies)
- Serenoa repens[2] (Arecàcies)
- Sideritis angustifolia (Lamiàcies)
- Sideritis tragoriganum (Lamiàcies)
- Silene saxifraga (Cariofil·làcies)
- Silybum marianum[1][2] (Asteràcies)
- Sisymbrium officinale (Brassicàcies)
- Smilax aspera (Smilacaceae)
- Solanum dulcamara[1][3] (Solanàcies)
- Solanum melongena (Solanàcies)
- Solanum tuberosum (Solanàcies)
- Solidago virgaurea[1] (Asteràcies)
- Sonchus oleraceus (Asteràcies)
- Sorbus aucuparia[1] (Rosàcies)
- Spergularia rubra (Cariofil·làcies)
- Spinacia oleracea[1] (Quenopodiàcies)
- Spirulina maxima (Formidiàcies)
- Stachys officinalis (Lamiàcies)
- Stevia rebaudiana (Asteràcies)
- Strychnos ignatii (Loganiàcies)
- Strychnos nux-vomica[1][3] (Loganiàcies)
- Styrax tonkinensis (Estiracàcies)
- Symphytum officinale[1][3] (Boraginàcies)
- Syzygium aromaticum[2] (Mirtàcies)

## T
| Índex: A B C D E F G H I J K L M N O P Q R S T U V W X Y Z — Especials Inici — vegeu també — enllaços externs |

- Tabebuia impetiginosa (Bignoniàcies)
- Tamarindus indica (Fabàcies)
- Tanacetum balsamita (Asteràcies)
- Tanacetum parthenium[2] (Asteràcies)
- Tanacetum vulgare[1][3] (Asteràcies)
- Taraxacum officinale[1][2] (Asteràcies)
- Taxus baccata[3] (Taxàcies)
- Terminalia chebula[2] (Combretàcies)
- Tetraclinis articulata (Cupressàcies)
- Teucrium chamaedrys[3] (Lamiàcies)
- Thea sinensis (Teàcies)
- Theobroma cacao[1] (Esterculiàcies)
- Thuja occidentalis[3] (Cupressàcies)
- Thymus serpyllum[1] (Lamiàcies)
- Thymus vulgaris[1][2] (Lamiàcies)
- Tilia cordata[1][2] (Tiliàcies)
- Tilia platyphyllos[1] (Tiliàcies)
- Tribulus terrestris[2] (Zigofil·làcies)
- Trifolium pratense[2] (Fabàcies)
- Trigonella foenum-graecum[1][2] (Fabàcies)
- Triticum aestivum (Poàcies)
- Tropaeolum majus[1] (Tropeolàcies)
- Turnera diffusa[1] (Turneràcies)
- Tussilago farfara[1][3] (Asteràcies)

## U
| Índex: A B C D E F G H I J K L M N O P Q R S T U V W X Y Z — Especials Inici — vegeu també — enllaços externs |

- Ulmus carpinifolia (Ulmàcies)
- Uncaria macrophylla[2] (Rubiàcies)
- Uncaria tomentosa[2] (Rubiàcies)
- Uraria lagopodioides (Fabàcies)
- Urtica dioica[1][2] (Urticàcies)
- Urtica urens[1] (Urticàcies)

## V
| Índex: A B C D E F G H I J K L M N O P Q R S T U V W X Y Z — Especials Inici — vegeu també — enllaços externs |

- Vaccinium macrocarpon[2] (Ericàcies)
- Vaccinium myrtillus[1][2] (Ericàcies)
- Valeriana officinalis[1][2] (Caprifoliàcies)
- Vanilla fragans (Orquidàcies)
- Veratrum album[3] (Melantiàcies)
- Verbascum phlomoides[1] (Escrofulariàcies)
- Verbascum thapsus (Escrofulariàcies)
- Verbena officinalis[1] (Verbenàcies)
- Veronica officinalis[1] (Escrofulariàcies)
- Viburnum lantana (Caprifoliàcies)
- Viburnum prunifolium[2] (Caprifoliàcies)
- Vinca minor[1][3] (Apocinàcies)
- Vincetoxicum hirundinaria[3] (= Vincetoxicum officinale) (Apocinàcies)
- Viola odorata[1] (Violàcies)
- Viola tricolor[1] (Violàcies)
- Viscum album[1][3] (Lorantàcies)
- Vitex agnus-castus[1][2] (Verbenàcies)
- Vitis vinifera (Vitàcies)

## W
| Índex: A B C D E F G H I J K L M N O P Q R S T U V W X Y Z — Especials Inici — vegeu també — enllaços externs |

- Whitania somnifera[3][2] (Solanàcies)

## X
| Índex: A B C D E F G H I J K L M N O P Q R S T U V W X Y Z — Especials Inici — vegeu també — enllaços externs |

- Xanthium spinosum[3] (Asteràcies)

## Z
| Índex: A B C D E F G H I J K L M N O P Q R S T U V W X Y Z — Especials Inici — vegeu també — enllaços externs |

- Zea mays[2] (Poàcies)
- Zingiber officinale[1][2] (Zingiberàcies)
- Zizyphus jujuba[2] (Ramnàcies)